# Anywhere (canción de Passenger)
«Anywhere» es una canción del cantante y compositor inglés Passenger. La canción fue lanzada como descarga digital el 19 de agosto de 2016 en el Reino Unido, como el segundo sencillo de su séptimo álbum de estudio, Young as the Morning, Old as the Sea (2016)

## Vídeo musical
Un vídeo musical para acompañar el lanzamiento de "Anywhere" fue estrenado por primera vez en Youtube el 19 de agosto de 2016 en una longitud total de tres minutos y diecisiete segundos.

## Listas de canciones
| Descarga digital |            |          |  |
| N.º              | Título     | Duración |  |
| 1.               | «Anywhere» | 3:36     |  |

## Rendimiento en listas

### Semanales
| Lista (2016)                                  | Mejor Posición |
| --------------------------------------------- | -------------- |
| Australia (ARIA)                              | 46             |
| Nueva Zelanda Heatseekers (Recorded Music NZ) | 6              |
| Escocia (Official Charts Company)             | 53             |
| Suecia (Sverigetopplistan)                    | 93             |

## Historial de lanzamientos
| Región      | Fecha                | Formato          | Discográfica       |
| ----------- | -------------------- | ---------------- | ------------------ |
| Reino Unido | 19 de agosto de 2016 | Descarga digital | Black Crow Records |